# Lago Bellacher Weiher
O Lago Bellacher Weiher é um lago localizado em Bellach, no cantão de Solothurn, Suíça. 
Este lago tem uma superfície de 3,3 hectares, tendo a lagoa sido formada em 1548. O lago e os seus arredores são uma reserva natural. 